# Maurizio Scioscia
Maurizio Scioscia (* 6. Dezember 1991 in Ulm) ist ein deutsch-italienischer Fußballspieler.

## Karriere
Seine Karriere begann Scioscia beim TSV Blaustein. Nach einer weiteren Station beim SSV Ulm 1846 wechselte er zum TSV Neu-Ulm. Durch einen Freund nahm er Kontakt mit dem 1. FC Heidenheim auf, und so wechselte Scioscia nach Heidenheim an der Brenz. Nach der Jugend spielte er zunächst in der zweiten Mannschaft des Vereins. Seit der Saison 2012/13 steht er außerdem im Kader der Profimannschaft. Sein Debüt gab der Abwehrspieler am 2. September 2012 im Spiel gegen den SV Darmstadt 98, als er beim 2:0-Sieg in der 88. Minute für Marco Sailer eingewechselt wurde.
Zur Saison 2016/17 wechselte er zum Regionalligisten Stuttgarter Kickers.

## Privates
Scioscia absolvierte nach seinem Realschulabschluss eine Lehre zum Sport- und Fitnesskaufmann und lebt in Blaustein bei Ulm.